# Греков, Анатолий Андреевич
Анато́лий Андре́евич Гре́ков (3 января 1935, Незамаевская, Азово-Черноморский край — 12 июня 2012) ― советский и российский физик, доктор физико-математических наук (1976), профессор (1977), академик Российской академии образования (1992), член Нью-Йоркской академии наук (1994). Заслуженный деятель науки Российской Федерации (1995), лауреат премии Правительства Российской Федерации в области образования (2002).

## Биография
Анатолий Андреевич Греков родился 3 января 1935 года в станице Незамаевская (ныне — Павловского района Краснодарского края) в семье рабочих. В 1942 году его отец погиб на фронте, мама умерла в 2004 году. Анатолий Греков закончил 1-4 и 5-7 классы в станице Незамаевской, а 8-10 классы — в Тихорецке. После окончания средней школы в 1953 году поступил на физико-математический факультет Ростовского государственного университета, который окончил в 1959 году.
В 1960 году в РГУ создал лабораторию, а затем — кафедру физики полупроводников, в 1968―1978 годах заведовал этой кафедрой. Являлся секретарём комитета ВЛКСМ РГУ (1961―1962), делегатом XIV съезда ВЛКСМ (1962). В 1978 году — проректор Ростовского государственного университета; с 1978 по 2005 годы — ректор Ростовского педагогического университета.

### Семья
Жена ― Изабелла Васильевна (математик); дочь ― Галина Анатольевна Грекова, кандидат биологических наук; сын ― Андрей Анатольевич, программист; внучка ― Анастасия.

## Научная деятельность
В 1967 году защитил кандидатскую диссертацию «Исследование фазового перехода в сегнетоэлектрике-полупроводнике SвSJ новым оптическим методом», в 1975 году — докторскую диссертацию на тему «Фотосегнетоэлектрические явления» по физике твёрдого тела. 15 июня 1992 года был избран академиком Российской академии образования (Отделение профессионального образования), в 1996 году — действительным членом Академии информатизации образования Российской Федерации.
Анатолий Андреевич Греков ― автор более 320 научных публикаций в области физики твёрдого тела, образования и культуры, в том числе более 10 монографий, учебников и учебных пособий, и около 100 работ в зарубежных и международных изданиях. Анатолий Андреевич был членом редакции Международного научного журнала «Integrated ferroelectrics» (США). А. А. Греков создал научную школу в области физики, среди его учеников ― около 30 кандидатов и докторов наук.
Греков Анатолий Андреевич был участником и читал доклады на международных конференциях в США, Англии, Кубе, Канаде, Югославии, Японии, Франции, Германии, Голландии, Китае и ряде других.
В 1993―2008 годах Анатолий Андреевич был председателем Южного отделения Российской академии образовании и членом президиума РАО.
В 1998 году в целях развития региональной системы педагогического образования и повышения качества профессионально-педагогического образования по инициативе Грекова Анатолия Андреевича была создана региональная Ассоциация образовательных учреждений «Педагогическое образование», в состав которой вошли педагогические образовательные учреждения города Ростова-на-Дону и Ростовской области.

## Почётные звания и членство
Анатолий Андреевич Греков ― почётный профессор Волгоградского государственного педагогического университета, академик Международной славянской академии образования им. Я. А. Коменского, был председателем совета по защитам докторских и кандидатских диссертаций, членом ряда других диссертационных советов, заместителем председателя Совета ректоров вузов Ростовской области, членом Российского совета по педагогическому образованию, членом президиума Совета ректоров Южного федерального округа.

### Избранные труды
- Конфликты и гармония подготовки учителя-профессионала // Педагогическое образование, Ежегодник, 1991, № 2
- Проблема профессионализации личности учителя // Педагогическое образование, Ежегодник, 1992, № 3,
- Концепция многоуровневой системы высшего педаоогического образования M., 1994.

## Награды и звания
- Медаль «За доблестный труд» (1970),
- Медаль ордена «За заслуги перед Отечеством» II степени (1999)[3],
- Медаль К. Д. Ушинского[2],
- Медаль А. С. Макаренко[2],
- Заслуженный деятель науки Российской Федерации (6 января 1995) — за заслуги в научной деятельности
- Премия Правительства Российской Федерации в области образования (2002),
- Знаки отличия Российской Федерации,
- Ректор 2004 года,
- Грамоты Минобразования СССР, Российской Федерации и губернатора Ростовской области,
- Почётный профессор Волгоградского государственного педагогического университета.